# Liste der Monuments historiques in Les Salles-de-Castillon
Die Liste der Monuments historiques in Les Salles-de-Castillon führt die Monuments historiques in der französischen Gemeinde Les Salles-de-Castillon auf.

## Liste der Bauwerke
| Bezeichnung         | Beschreibung | Standort | Kennzeichnung | Schutzstatus | Datum | Bild           |
| ------------------- | ------------ | -------- | ------------- | ------------ | ----- | -------------- |
| Dolmen de Puy-Landy |              | (Lage)   | PA00083827    | Classé       | 1889  |                |
| Kirche St-Pierre    |              | (Lage)   | PA00083828    | Inscrit      | 1925  | weitere Bilder |
| Menhir de Clotte    |              | (Lage)   | PA00083829    | Classé       | 1889  |                |